# Tate Britain
Tate Britain er en del af Tate Gallerynetværket i Storbritannien sammen med Tate Modern, Tate Liverpool og Tate St Ives. Galleriet etableredes i Tates oprindelige bygninger på Millbank i 1897 som ’’National Gallery of British Art’’ og blev omdøbt til "Tate Britain", da "Tate Modern" åbnede i 2000. Museet havde 1,7 mio. gæster i 2005. Museet anvendes nu til udstillinger af både historisk og nutidig britisk kunst. Det omfatter også Clore Gallery 1986 designet af James Stirling, som huser værker af J.M.W. Turner.

## Udstillinger
Hovedudstillingsrummene bruges til at vise de permanente samlinger af historisk, britisk kunst samt en del nutidig kunst. Galleriet arrangerer ligeledes midlertidige, større udstillinger af britisk kunst og karriereforløb for britiske kunstnere. 
Tate Britain er vært for den årlige, kontroversielle Turner-pris-udstilling. Udstillingen omfatter fire kunstnere under 50 år udvalgt af en jury med direktøren for Tate som formand, for øjeblikket Sir Nicholas Serota. Processen er spredt ud over året. De fire nominerede annonceres i maj, udstillingen åbnes i oktober, og prisen uddeles i december. Hver etape udløser mediedækning, og der har også været talrige demonstrationer imod prisen, især siden 2000 af Stuckist kunstnere. 

## Kunstværker
Tate Britain er nationalt galleri for Storbritanniens kunst fra år 1500 til nutiden. Nyere kunstnere omfatter David Hockney, Peter Blake og Francis Bacon.
Selv om værker cirkulerer mellem de forskellige Tate gallerier, er visse malerier som regel udstillet på Tate Britain:
- Self Portrait with Dog af William Hogarth
- Newton af William Blake
- Horse Attacked af a Lion af George Stubbs
- Study of a Pomeranian Bitch and Puppy af Thomas Gainsborough
- Sketch for Hadleigh Castle af John Constable
- The Great Day of His Wrath af John Martin
- The Lady of Shalott af John William Waterhouse
- Ophelia af John Everett Millais
- The Death of Chatterton af Henry Wallis
- Beata Beatrix af Dante Gabriel Rossetti
- The Golden Bough af J.M.W. Turner
- The Resurrection, Cookham af Stanley Spencer

## Eksterne links
- Tate Britain official website Arkiveret 4. marts 2012 hos  Wayback Machine
- Tate Britiain Art Galleries Arkiveret 6. juli 2006 hos  Wayback Machine

51°29′28″N 0°07′40″V / 51.491062°N 0.127789°V